# 유해야생동물
유해야생동물(有害野生動物)은 대한민국 환경부령에서 정하는 국가지정관리종 범주 가운데 하나로서 인명 또는 재산에 피해를 끼치는 종이다. 여기서 특정 동물종이 유해하다 함은 특정한 조건, 상황 하에서 인명 또는 재산에 피해를 끼치는 개체 및 개체군에 대하여서만 유해성이 인정되는 것이지 그 종의 모든 개체가 유해동물로 인정되어 포획·수렵해도 되는 것이 아니다. 지자체장에게 포획허가를 받지 않고 무단으로 포획·수렵하면 야생생물 보호 및 관리에 관한 법률에 저촉되어 동물학대범으로 처벌된다. 포획허가를 받기 위해서는 해당 개체군이 환경부령에서 정하는 조건을 만족하는지 조사를 받아야 한다(야생생물보호관리법 제23조).
현재 포유류 6종, 조류 10종 총 16종이 유해야생동물이 될 수 있는 종으로 지정되어 있으며, 그 밖에 인가 주변에 출몰해 인명위해 발생 우려가 있는 맹수는 포괄적으로 유해야생동물이 될 수 있는 것으로 지정된다.
1. 장기간에 걸쳐 무리를 지어 농작물 또는 과수에 피해를 주는 참새, 까치, 어치, 직박구리, 까마귀, 갈까마귀, 떼까마귀
2. 국부적으로 서식밀도가 과밀하여 농·림·수산업에 피해를 주는 꿩, 멧비둘기, 고라니, 멧돼지, 청설모, 두더지, 쥐류 및 오리류(오리류 중 원앙이, 원앙사촌, 혹부리오리, 황오리, 알락쇠오리, 호사비오리, 뿔쇠오리, 붉은가슴흰죽지를 제외한다)
3. 비행장 주변에 출현하여 항공기 또는 특수건조물에 피해를 주거나, 군 작전에 지장을 주는 조수류
4. 인가주변에 출현하여 인명·가축에 위해를 주거나 위해발생의 우려가 있는 맹수류
5. 분묘를 훼손하는 멧돼지
6. 전주 등 전력시설에 피해를 주는 까치
7. 일부 지역에 서식밀도가 너무 높아 분변(糞便) 및 털 날림 등으로 문화재 훼손이나 건물 부식 등의 재산상 피해를 주거나 생활에 피해를 주는 집비둘기